# Tempête tropicale Carrie (1972)
Pour les articles homonymes, voir Carrie.
La tempête tropicale Carrie a affecté la côte Est des États-Unis au mois de septembre 1972. Il s'agissait du troisième système tropical de la saison cyclonique 1972 dans l'Atlantique nord. Elle s'est formée le 29 août à partir d'une séquence complexe d'événements météorologiques débutants par la formation d'une onde tropicale dans l'Océan Atlantique au milieu du mois d'août. Se dirigeant principalement vers le Nord, Carrie atteignit une première fois le stade de tempête tropicale avant de faiblir et d'être déclassée au stade de dépression tropicale. Cette dernière s'est ensuite intensifiée à nouveau dans un environnement barocline après de se diriger vers le nord-ouest. Alors qu'elle transitait en cyclone extratropical, ses vents de 110 km/h dépassèrent les maxima précédents. Les vestiges extratropicaux de Carrie contournèrent l'Est de la Nouvelle-Angleterre avant de frapper le littoral du Maine le 4 septembre et finir par se dissiper au-dessus du Golfe du Saint-Laurent au cours des deux jours suivants.
Carrie eut un impact minime sur la côte de la Nouvelle-Angleterre, limité à une houle accrue, des rafales de vent et une pluie faible. Les conditions les plus mauvaises survinrent au-dessus du sud-est de la Nouvelle-Angleterre où les rafales de vent atteignirent 135 km/h et les précipitations dépassèrent les 300 mm. Les dégâts furent plus sérieux le long des côtes et légers à l'intérieur des terres. Des milliers de personnes furent coincées sur des îles au large du Massachusetts après que les conditions dangereuses créées par la tempête eurent provoqué l'arrêt des traversiers. Les dégâts furent généralement légers estimé à 1,78 million de $US (1972). Quatre décès furent causés par la tempête.

## Évolution météorologique
Carrie provient d'une onde tropicale qui a émergé de la côte ouest de l'Afrique le 15 août 1972 qui a progressé vers l'ouest mais qui avait considérablement dégénéré avant d'atteindre les Antilles. L'influence d'un système dépressionnaire d'altitude a provoqué une nouvelle détérioration et la circulation résiduelle résultante a dérivé vers le nord-ouest. Le 28 août, elle était située juste au large du sud-est de la Floride montrant un noyau froid et seulement visible aux niveaux moyens de l'atmosphère. Le lendemain, la dépression a commencé à se déplacer vers le nord en réponse à l'approche un creux barométrique et pour la première fois, un centre de circulation de bas niveau fut identifié formant une dépression tropicale à 12 h 0 UTC à l'est de la péninsule centrale de Floride. La dépression s'est ensuite dirigée vers le nord-est tout en s'intensifiant.
Le 31 août, des avions de reconnaissance volant dans le système ont signalé des vents maximums soutenus pouvant atteindre environ 89 km/h et le National Hurricane Center l'a nommé la tempête tropicale Carie à 22 h 0 UTC à 560 km à l'est de Cape Hatteras, en Caroline du Nord. Cependant, une réanalyse météorologique post-tempête a estimé que le système l'était déjà depuis 0 h UTC. Lors de baptême, Carrie était de petit diamètre et avait ralentit considérablement son déplacement en courbant sa trajectoire vers le nord.Elle avait aussi déjà atteint des vents soutenus maximaux de 97 km/h et une pression centrale 1 002 hPa.
Un fort cisaillement du vent a cependant inhibé tout renforcement immédiat et le 1er septembre, Carrie a commencé à s'affaiblir. Tôt le lendemain, l'imagerie satellite montrait que le centre de circulation de la tempête s'était déformé avec peu ou pas de convection associée. À son intensité la plus faible, les vents les plus forts de la tempête se retrouvaient loin du centre, probablement générés davantage par le gradient de pression avec un anticyclone se situant au nord, que par le centre de basse pression lui-même. Un système dépressionnaire traversant les États du centre de la côte Atlantique a alors entraîné Carrie vers le nord-ouest et plus tard le 2 septembre, la tempête avait commencé à montrer des signes de réorganisation, y compris une meilleure apparence sur l'imagerie satellite et le développement d'une certaine activité orageuse.
À l'approche d'un creux dépressionnaire, Carrie s'est rapidement approfondie mais a aussi commencé à perdre ses caractéristiques tropicales. Se déplaçant à nouveau vers le nord-nord-est, la tempête fut reclassée cyclone post-tropical par le National Hurricane Center en fin d'après-midi le 2 septembre. Dans la base de données officielle des ouragans de l'Atlantique, Carrie est cependant répertoriée comme une tempête tropicale jusqu'à 18 h 0 UTC le septembre 3. Indépendamment de son statut, la tempête était un système vaste et intense alors qu'elle progressait vers le nord et s'approchait de la Nouvelle-Angleterre, générant des vents forts et une mer agitée le long de la côte.
Après avoir complètement évolué vers un système extratropical, la tempête a touché terre près d'Eastport (Maine) le 4 septembre et s'est lentement affaiblie en continuant vers le nord dans le golfe du Saint-Laurent. Le système s'est complètement dissipé le 6 septembre.

## Préparatifs
Le gradient de pression entre Carrie et l'anticyclone au nord de celle-ci a produit des rafales de vent du nord-est, une forte houle et des vagues importantes. En réponse, le National Weather Service a émis des avertissements pour les petites embarcations à partir du 1er septembre s'étendant du Massachusetts aux Carolines. Des avertissements de coup de vent furent lancées le lendemain du sud du New Jersey à la côte du centre de la Nouvelle-Angleterre et les avertissements pour les petits bateaux furent allongées vers le  Maine. Plus tard des veilles de crue soudaine furent émises pour tout l'est du Massachusetts, le sud-est du New Hampshire, ainsi que le centre et sud du Maine sud et du centre le 3 septembre. En raison de vagues déferlantes, la plage de Virginia Beach, en Virginie, fut interdite à la baignade le 31 août.

## Impact

### États-Unis
En général, les dommages causés par la tempête tropicale Carrie et ses restes extratropicaux furent légers, estimés à 1,78 million $US (
11 millions actuels). : 1,2 million $US au Massachusetts, 350 000 $US dans le Rhode Island, 200 000 $US dans le Maine et 30 000 $US dans le New Hampshire. Quatre décès furent attribués à la tempête : deux à la suite d'accidents de navigation de plaisance dans le Massachusetts et deux en raison de la mer agitée le long de la côte du Maine. Après son passage, une zone sinistrée fut déclarée pour la ville de Plymouth (Massachusetts).
Carrie a eu des effets minimes sur la côte des Carolines et du Mid-Atlantic, limités à des vents modérés et des accumulations de pluie faibles. À Norfolk, en Virginie, il est tombé à peine 28 mm du 1er au 3 septembre et les vents soutenus enregistrés furent de 45 km/h et des rafales légèrement plus élevées. Le phare de Chesapeake a lui signalé officieusement des rafales à près de 80 km/h. Les dommages dans la région furent minimes, à l'exception de l'érosion des plages par des marées de 0,76 m au-dessus de la normale qui ont aussi produites des inondations mineures.
Des précipitations modérées, approchant ou atteignant 130 mm, sont tombées sur le sud de la péninsule de Delmarva. Des effets mineurs ont été ressentis dans la région d'Atlantic City au New Jersey avec des rapports comparables ou même moins importants de vents et de précipitations. Les dommages furent limités aux inondations côtières et à l'érosion des plages. Comme le passage de Carrie a coïncidé avec la fin de semaine de la Fête du Travail, les stations balnéaires ont aussi subi des pertes économiques.
Le plus gros des effets de la tempête a frappé le sud-est de la Nouvelle-Angleterre, en particulier sur la côte du Massachusetts, où de fortes rafales ont frappé le rivage. La distribution des vents étaient plus similaires à ceux associés à des tempêtes du Cap Hatteras, loin à l'avant du système, qu'à un cyclone d'origine tropicale dans lequel le champ de vent serait typiquement concentré près de son centre. Les rafales ont quand même atteint 135 km/h à Point Judith, Rhode Island, et 111 km/h au cap Cod, Massachusetts. Cependant, les vents soutenus dans toute la région étaient généralement inférieurs à 80 km/h. La tempête a fait tomber des arbres et des lignes électriques, bloquant des routes, ainsi qu'endommagé des biens dont des bâtiments en construction et un chalet entier à Rockland, dans le Maine, arraché de ses fondations.
Les précipitations dans le sud-est de la Nouvelle-Angleterre étaient fortes, dépassant localement 250 mm. Sur le maximum fut enregistré à l'île de Martha's Vineyard, avec 320 mm, dans une bande s'étendant généralement moins de 110 km de la côte. Le déluge a gonflé les ruisseaux, inondé les caves et emporté un chemin de fer près d'Eagle Lake, dans le Maine, faisant dérailler un train. Le long de la côte, les vagues déferlantes ont provoqué l'érosion des plages et submergé des centaines de petites embarcations. Le 3 septembre, l'état de la mer a forcé la suspension des services des traversiers à destination et en provenance du continent et des îles de Martha's Vineyard et Nantucket. Des milliers de touristes et de résidents saisonniers se sont retrouvés bloqués sur les îles, créant ce que les responsables ont qualifié de « problème logistique ». Au plus fort de la tempête, environ 20 000 clients de la Narragansett Electric Company ont perdu de le courant, des pannes dispersées ayant été signalées ailleurs dans toute la Nouvelle-Angleterre.

### Canada
L'affaiblissement post-tropical de Carrie a quand même donné des vents forts dans tout le Nouveau-Brunswick les 5 et 6 septembre, avec des rafales jusqu'à 111 km/h. À Saint-Jean, où les rafales ont atteint 95 km/h et il est tombé 35 mm de pluie, des fils téléphoniques et des arbres sont tombés ainsi qu'une grande tente servant à des réunions.
La tempête a endommagé ou détruit de nombreux bateaux à Charlo, dans le nord-est du nouveau-Brunswick sur la baie des Chaleurs, sous des rafales atteignant 90 km/h. Des pannes d'électricité généralisées se sont produites dans toutes les collectivités de la province mais aucune inondation n'a été observée. Le départ du traversier Princess of Acadia a aussi été retardé de trois heures à Saint-Jean.

### Post-Carrie
Les courants océaniques produits par la tempête ont poussé des algues nuisibles de type Alexandrium fundyense, originaire de la baie de Fundy, vers le sud et l'ouest dans les eaux côtières de la Nouvelle-Angleterre. L'algue libère des toxines qui causent l'empoisonnement des mollusques et plusieurs semaines après la tempête, il y en a eu une première prolifération massive au large du nord-est des États-Unis. Depuis, l'espèce a fleuri chaque année après Carrie.